# Isidoro Ngei Ko Lat
Isidoro Ngei Ko Lat (Taw Pon, 1918 – Shadaw, 25 maggio 1950) è stato un educatore e seminarista birmano, beatificato da papa Francesco nel 2014.

## Biografia
Figlio di contadini. Il certificato di battesimo reperito da Phamo Sotero, vescovo di Loikaw, attesta che Isidoro fu battezzato da padre Domenico Pedrotti del PIME il 7 settembre 1918, qualche giorno dopo la nascita avvenuta nel villaggio di Taw Pon, situato allora nella diocesi di Toungoo e nel distretto di Momblò.
Alla morte precoce dei suoi genitori insieme con un suo fratellino fu accudito dai suoi zii, e nel 1925 iniziò a frequentare la scuola elementare nel suo villaggio natio.
Attratto dalla vita dei Missionari che operavano in quel distretto egli manifestò la sua vocazione religiosa e venne accolto nel Seminario Minore di Santa Teresa a Toungoo, ove studiò con profitto per sei anni fino all'inizio della seconda guerra mondiale.
Durante la guerra egli ritornò al suo villaggio e, in qualità di maestro, aprì una scuola per i fanciulli del luogo svolgendo un impegnato lavoro come educatore.
Nel 1946 padre Mario Vergara, per la sua Missione tra i villaggi sui monti della Carania lo volle nel gruppo dei suoi catechisti. Isidoro era un uomo di grande fede e vocazione religiosa e conosceva il latino e l'inglese. Padre Mario lo volle perciò sempre accanto come collaboratore principale.
Fino al 1950 insieme con il padre Vergara e con il padre Galastri, Isidoro condivise l'esperienza della Missione a Shadaw, ove collaborò alla costruzione della scuola e alla catechesi delle comunità affidate alla pastorale di padre Mario Vergara.
Nel clima della guerriglia che attraversò la regione, alla fine del protettorato inglese e dopo la dichiarazione d'indipendenza della Birmania, Isidoro coraggiosamente condivise il martirio con Padre Mario Vergara, trucidati insieme sulla riva del fiume Saluen la notte tra il 24 e il 25 maggio 1950.

## Processo di beatificazione
Nel 2003 Sotero Phamo, vescovo di Loikaw, figlio di un catechista di padre Mario, ha avviato il processo diocesano per la causa di beatificazione di Mario Vergara e di Isidoro Ngei Ko Lat, in quanto "martiri per la fede". Dopo gli accertamenti del postulatore, il missionario ed il catechista sono stati riconosciuti servi di Dio.
Il 9 dicembre 2013, dopo la Plenaria dei Teologi, papa Francesco ha autorizzato la promulgazione del Decreto per il Martirio dei Servi di Dio p. Mario Vergara e Isidoro Ngei Ko Lat.
Il 21 maggio 2014 da San Pietro papa Francesco ha emanato la lettera apostolica per l'iscrizione dei venerabili servi di Dio Mario Vergara e Isidoro Ngei Ko Lat nel numero dei beati.
Il 24 maggio 2014 nella Cattedrale di Aversa, presieduto dal cardinale Angelo Amato, prefetto della Congregazione per le Cause dei Santi e con la partecipazione dell'Episcopato del Myanmar, viene celebrato il sacro rito della Beatificazione dei due martiri.